# Syntomidopsis variegata
Syntomidopsis variegata là một loài bướm đêm thuộc phân họ Arctiinae, họ Erebidae.